# Israelisches Institut für biologische Forschung
Das Institut für biologische Forschung in Israel (hebräisch הַמָּכוֹן לְמֶחְקָר בִּיוֹלוֹגִי בְּיִשְׂרָאֵל HaMachōn ləMechqar bijōlōgī bəJisraʾel, englisch Israel Institute for Biological Research; IIBR) ist ein staatliches Institut in Nes Zionah, Israel, das in den Bereichen Biologie, Pharmazeutische Chemie und Umweltwissenschaften forschend tätig ist. Es wurde 1952 errichtet und untersteht dem Büro des israelischen Premierministers. Sie ging aus der 1948 gebildeten Einheit „Chemed Beit“ für biologische Kriegsführung mit Sitz in Jaffa hervor.
Zu den Sponsoren zählen Behörden der Vereinigten Staaten, Deutschland und der WHO. Die Einrichtung befindet sich in Nes Zionah, etwa 20 km südlich von Tel-Aviv. Man zählt etwa 370 Angestellte, darunter 160 Wissenschaftler und 170 Techniker.
Beim Absturz des Linienflugs El-Al-Flug 1862 in Amsterdam am 4. Oktober 1992 befanden sich auch 240 Kilogramm der Chemikalie Dimethylmethylphosphonat für das Institut an Bord, die unter anderem als Ausgangsstoff für das Nervengift Sarin verwendet werden kann.
Das IIBR ist verantwortlich für die Entwicklung und klinische Erprobung eines Impfstoffs gegen COVID-19 mit der Bezeichnung BriLife (IIBR-100) und arbeitet dabei mit den Hadassah-Krankenhäusern zusammen. Phase-2 der klinischen Studien des israelischen Vakzins sollen bis Anfang Mai 2021 abgeschlossen sein. Es ist geplant, die Phase-3-Studie in Argentinien durchzuführen, wofür 24.000 bis 30.000 Freiwillige erforderlich wären.